# 史密斯图

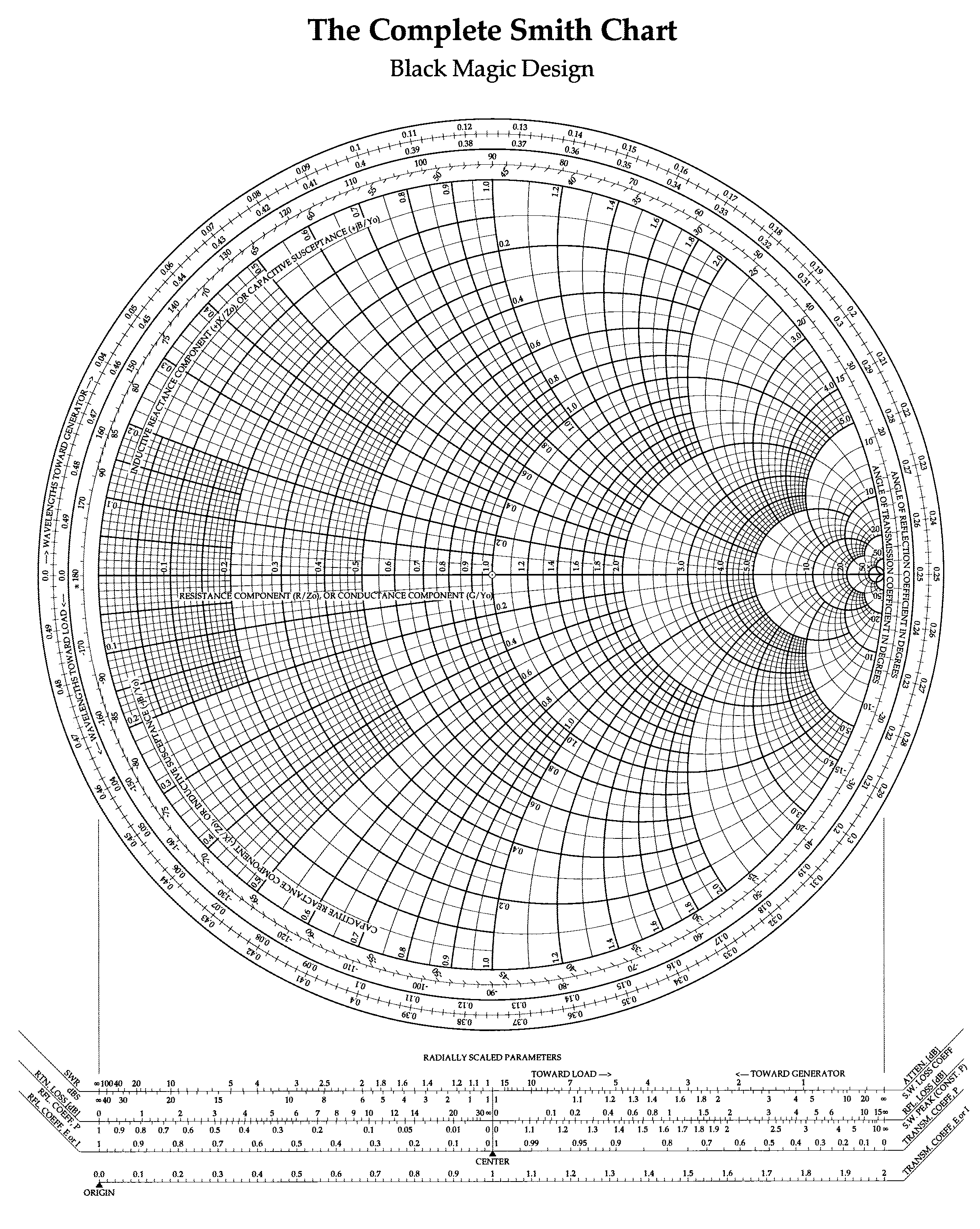
史密斯圖（阻抗版本）

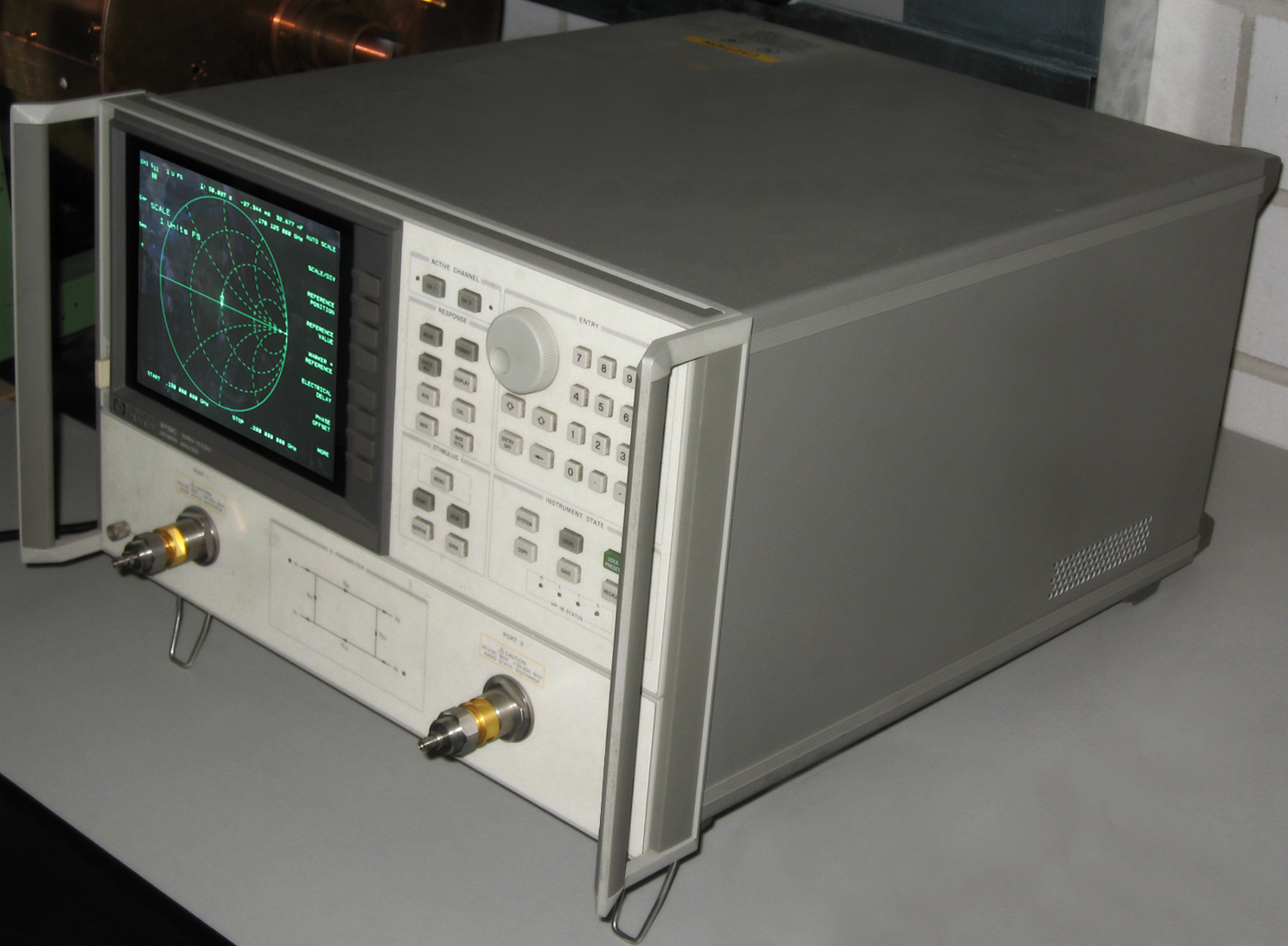
惠普8720A矢量网络分析仪，测量结果显示在史密斯图上。

史密斯图（英語：Smith chart）是一种用于电子工程的图表，工程师可以用它解决传输线和阻抗匹配电路的相关问题。史密斯图可以将射频电路的多种参数显示在图像上，同时它也是一种诺谟图，即利用图像进行计算的工具。在手工计算时，它能简化许多繁杂的计算步骤。
史密斯图可以显示的电路参数包括阻抗、导纳、反射系数、散射参数（S参数）、等噪声圆、等增益圆、稳定圆等。人们通常使用单位圆之内的区域，但单位圆之外依然具有数学意义，且具有振荡器设计和稳定性分析等应用。
在计算机出现后，史密斯图的计算功能已经被软件取代，但由于它能将电路参数随频率的变化以图形化表示，远比表格直观，依然是十分有用的图表。因此，大多数射频电路分析软件都支持用史密斯图显示数据。除了最简单的阻抗表外，大多数测量仪器都可以在史密斯图上绘制测量结果。同时，對於就讀電磁學、微波工程及射頻電子學的學生來說，在解決課本問題仍然很實用，至今仍是重要的教學用具。

## 历史
該圖表是由菲利普·黑格·史密斯（Philip Hagar Smith）与水橋東作独立发明。史密斯於1939年發明此图，當時他在美國無線電公司工作，曾說過，「在我能夠使用計算尺的時候，我對以圖表方式來表達數學上的關聯很有興趣」。但日本無線電信公司的水橋東作在1937年所發表的論文中就已提出這種圖表，比菲利普·史密斯早2年。因此在日本有主張此圖應改名為「水橋圖」或「水橋-史密斯圖」。

## 概述

史密斯图的基本使用方法。电磁波顺着特性阻抗为的传输线前进，并在末端遇到以一阻抗为的负载（其归一化阻抗为z=Z_{L}/Z_{0}）。此时信号会产生反射，其反射系数为Γ。史密斯图上的任何一点同时表示阻抗值z（左图）和对应的反射系数Γ（右图）。两者的关系式为z=(1 + Γ)/(1 − Γ)。

史密斯图是对二维直角坐标系的复平面的数学变换。阻抗实部（电阻）为正的数映射在圆图之内，阻抗实部（电阻）为负的数映射在圆图之外。通常人们所关注的是圆图之内的区域，不考虑电阻为负数的情况。该数学变换的公式为
{\displaystyle \Gamma ={\frac {Z_{L}-Z_{0}}{Z_{L}+Z_{0}}}={\frac {z-1}{z+1}}}
其中
{\displaystyle z={\frac {Z_{L}}{Z_{0}}}}
{\displaystyle \Gamma }代表其線路的反射係數，即S參數裡的S11。{\displaystyle Z_{L}}是電路的負載阻抗值。{\displaystyle Z_{0}}是参考阻抗（又称系统阻抗），一般选择要研究的傳輸線的特性阻抗值，通常为50Ω。{\displaystyle z}是归一化阻抗。换言之，我们将一电路的复阻抗{\displaystyle Z_{L}}与参考阻抗{\displaystyle Z_{0}}相除，使归一化阻抗为1，位于图表的原点。使用归一化阻抗的优点是，同一张史密斯图适用于特性阻抗不同的各种系统。
圖表中的圓形線代表阻抗的實數值，即電阻值，中間的橫線與向上和向下散出的線則代表阻抗的虛數值，即由電容或電感在高頻下所產生的電抗，當中向上的是正數，为感性负载，向下的是負數，为容性负载。圖表最中間的點（1+j0）代表参考阻抗，即一個已阻抗匹配的電阻數值（{\displaystyle Z_{L}=Z_{0}}），同時其反射係數的值會是零。圖表的邊緣代表其反射係數的長度是1，即100%反射。在圖邊的數字代表反射係數的角度（0-180度）和波長（由零至半個波長）。
有一些圖表是以導納值來表示，把上述的阻抗值版本旋轉180度即可。